# 李立新
李立新（1967年—），男，汉族，中华人民共和国企业家，曾任浙江省宁波市工商联副主席、浙江利时投资集团股份有限公司董事长，第十一届全国政协委员。

## 生平
2008年，当选第十一届全国政协委员，代表经济界，分入第三十六组。